# 大花杓兰
大花杓兰（学名：Cypripedium macranthos）为兰科杓兰属下的一个种。

## 扩展阅读
- 維基物種上的相關：大花杓兰